# Zatokai
Zatokai – wieś na Litwie, w okręgu uciańskim, w rejonie jezioroskim, w gminie Turmont. W 2011 roku liczyła 14 mieszkańców.

## Historia
Miejscowość została wymieniona w polskim spisie ludności z 1921 roku jako folwark Zatoki, choć nie leżała w granicach Polski. Według tegoż spisu zamieszkiwało tu 26 osób, wszystkie wyznania rzymskokatolickiego i deklarujące polską przynależność narodową. Był tu 1 budynek mieszkalny. Litewski spis z 1923 roku podawał, że folwark liczył 25 mieszkańców i obejmował 2 budynki.
W 1959 roku wieś liczyła 14 mieszkańców, w 1970 roku – 12 mieszkańców, w 1989 roku – 14 mieszkańców, w 2001 roku – 17 mieszkańców.